# Претрешња
Претрешња је насеље у Србији у општини Блаце у Топличком округу. Према попису из 2022. било је 71 становника (према попису из 1991. било је 217 становника). У насељу Претрешња, становништво се бави претрежно пољопривредом. Заступљено је највише воћарство и повртарство. Последњих година је дошло до мањег повећања садњи шљива „стенлеј“ и делом „моравка“. У насељу постоји основна школа, која не ради већ дужи низ година. Становништво је великом већином православне вероисповести. Иако је изградња асфлата кроз насеље била планирана, то до данас није урађено. Насеље се састоји и од засеока „Равићи“ (по Рафаилу - Рави Глишићу), и нешто удаљенијем засеоку „Закићи“. У склопу, насеља, се у основи, и сматра насеље „Јелакчане“, међутим, последњих година је дошло до већег одлива становништва у веће градове, пре свега Блаце, а нешто даље и у главни град „расинског округа“ - Крушевцу, па све до Београда. Кроз насеље протиче тзв. „Претрешњанска река“.

## Манастир Огњене Марије
У Претрешњи постоји црква Огњене Марије, која је последњих година реконструисана, црквено двориште је преуређено и изграђена је нова капела. Храм свете великомученице Марије у селу Претрешњи подигнут је 1939. године, на темељима средњовековног храма. Највероватније је овај храм био метох манастира светог Пантелејмона на Светој Гори, јер је ово насеље било имовина поменутог манастира. На пронађеном печату из 1930. године, сазнајемо да је била посебна Црквена општина, а да је храм био посвећен Ваведењу Пресвете Богородице. Храм је обновљен у периоду од 2005. до 2009. године.

## Демографија
У насељу Претрешња живи 136 пунолетних становника, а просечна старост становништва износи 53,0 година (52,8 код мушкараца и 53,2 код жена). У насељу има 70 домаћинстава, а просечан број чланова по домаћинству је 2,14.
Ово насеље је у потпуности насељено Србима (према попису из 2002. године), а у последња три пописа, примећен је пад у броју становника.
Према попису из 2011. године укупан број становника износи 111, док је просечна старост становништва 56,8 година.
|  |

| Демографија | Демографија | Демографија |
| Година      | Становника  | Становника  |
| ----------- | ----------- | ----------- |
| 1948.       | 547         |             |
| 1953.       | 572         |             |
| 1961.       | 517         |             |
| 1971.       | 379         |             |
| 1981.       | 266         |             |
| 1991.       | 217         | 170         |
| 2002.       | 150         | 154         |

| Етнички састав према попису из 2002.‍ | Етнички састав према попису из 2002.‍ | Етнички састав према попису из 2002.‍ | Етнички састав према попису из 2002.‍ | Етнички састав према попису из 2002.‍ |
| ------------------------------------ | ------------------------------------ | ------------------------------------ | ------------------------------------ | ------------------------------------ |
|                                      |                                      |                                      |                                      |                                      |
| Срби                                 | Срби                                 |                                      | 150                                  | 100,0%                               |
| непознато                            | непознато                            |                                      | 0                                    | 0,0%                                 |

| Година пописа     | 1948. | 1953. | 1961. | 1971. | 1981. | 1991. | 2002. |
| ----------------- | ----- | ----- | ----- | ----- | ----- | ----- | ----- |
| Број домаћинстава | 92    | 99    | 102   | 103   | 99    | 90    | 70    |

| Број чланова      | 1  | 2  | 3 | 4 | 5 | 6 | 7 | 8 | 9 | 10 и више | Просек |
| ----------------- | -- | -- | - | - | - | - | - | - | - | --------- | ------ |
| Број домаћинстава | 25 | 28 | 7 | 6 | 1 | 2 | 1 | 0 | 0 | 0         | 2,14   |

| Пол    | Укупно | Неожењен/Неудата | Ожењен/Удата | Удовац/Удовица | Разведен/Разведена | Непознато |
| ------ | ------ | ---------------- | ------------ | -------------- | ------------------ | --------- |
| Мушки  | 72     | 17               | 46           | 7              | 2                  | 0         |
| Женски | 67     | 6                | 43           | 18             | 0                  | 0         |
| УКУПНО | 139    | 23               | 89           | 25             | 2                  | 0         |

| Пол    | Укупно                    | Пољопривреда, лов и шумарство | Рибарство                            | Вађење руде и камена | Прерађивачка индустрија       |
| ------ | ------------------------- | ----------------------------- | ------------------------------------ | -------------------- | ----------------------------- |
| Мушки  | 23                        | 4                             | 0                                    | 0                    | 5                             |
| Женски | 7                         | 4                             | 0                                    | 0                    | 0                             |
| УКУПНО | 30                        | 8                             | 0                                    | 0                    | 5                             |
| Пол    | Производња и снабдевање   | Грађевинарство                | Трговина                             | Хотели и ресторани   | Саобраћај, складиштење и везе |
| Мушки  | 1                         | 2                             | 1                                    | 2                    | 2                             |
| Женски | 0                         | 0                             | 1                                    | 0                    | 0                             |
| УКУПНО | 1                         | 2                             | 2                                    | 2                    | 2                             |
| Пол    | Финансијско посредовање   | Некретнине                    | Државна управа и одбрана             | Образовање           | Здравствени и социјални рад   |
| Мушки  | 0                         | 0                             | 0                                    | 1                    | 0                             |
| Женски | 0                         | 0                             | 0                                    | 0                    | 0                             |
| УКУПНО | 0                         | 0                             | 0                                    | 1                    | 0                             |
| Пол    | Остале услужне активности | Приватна домаћинства          | Екстериторијалне организације и тела | Непознато            | Непознато                     |
| Мушки  | 0                         | 0                             | 0                                    | 5                    | 5                             |
| Женски | 0                         | 0                             | 0                                    | 2                    | 2                             |
| УКУПНО | 0                         | 0                             | 0                                    | 7                    | 7                             |